# Domagoj Pušić
Domagoj Pušić (Osijek, 24. listopada 1991.) je hrvatski nogometaš. Pušić inače igra kao veznjak.
- 2019. Sūduva[2]